# Morschen
Morschen – miejscowość i gmina w Niemczech, w kraju związkowym Hesja, w rejencji Kassel, w powiecie Schwalm-Eder.

## Historia
Gmina Morschen została utworzona w ramach reformy terytorialnej w Hesji w dniu 1 stycznia 1974 r. na mocy prawa krajowego poprzez połączenie wcześniej samodzielnych gmin Altmorschen, Heina, Konnefeld i Neumorschen. Wcześniej gminy Binsförth (1 kwietnia 1972 r.), Eubach (1 lipca 1971 r.) oraz Wichte (31 grudnia 1971) na zasadzie dobrowolności zostały dołączone do gminy Altmorschen. Altmorschen stało się siedzibą administracji miejskiej.

## Kultura i atrakcje turystyczne
W całej gminie Morschen znajduje się wiele atrakcji historycznych i kulturalnych. Najważniejsze z nich to klasztor Haydau, zabytkowy rynek w Neumorschen, późnobarokowy dwór "Altes Forstamt" oraz cmentarz żydowski w Binsförth. Muzeum straży pożarnej w Altmorschen i lokalne muzeum historii w Wichte dostarczają informacji na temat historii regionu. W lokalnych archiwach i klasztorze Haydau znajdują się również wystawy poświęcone historii lokalnej.

## Osobowości
- Johann Sutel (1504-1575), protestancki teolog i reformator, urodzony w Morschen.

- August Heinzerling (1899-1989), wynalazca Rührfix, wyprodukowanego w Morschen.

- Nils Seethaler (*1981), antropolog kultury

- Ludwig Georg Braun (* 1943), niemiecki przedsiębiorca